# 維爾瑪 (伊利諾伊州)
維爾瑪（英語：Velma）是位於美國伊利諾伊州克里斯蒂安縣的一個非建制地區。該地的面積和人口皆未知。

## 地理
維爾瑪的座標為39°30′53″N 89°13′57″W / 39.51472°N 89.23250°W，而該地的平均海拔高度為190米（即623英尺）。